# Giuseppe Avarna (poeta)
Giuseppe Avarna di Gualtieri (Roma, 11 novembre 1916 – Gualtieri Sicaminò, 21 febbraio 1999) è stato un poeta e scrittore italiano.

## Biografia
Nasce a Roma dalla famiglia Avarna di Gualtieri del ramo siciliano che ha origine dal primo insediamento longobardo nel marsicano, figlio del Duca Carlo Avarna di Gualtieri (1885-1964) e Giulietta Farensbach. Vive la sua infanzia a Roma con la madre e la zia Colomba, studia in famiglia e parla correttamente francese e inglese, svolge il servizio militare come ufficiale di complemento dell'arma di cavalleria, si sposa il 1º settembre 1941 a Cortina d'Ampezzo con Magda Persichetti dalla quale avrà tre figli.
Intellettuale eclettico, poeta, scrittore stravagante, fonda e dirige con un gruppo di giovani scrittori la rivista Girasole che suscitò aspre polemiche tra i critici italiani, appassionato della politica collaborò inizialmente con il Partito Nazionale Monarchico, successivamente con il Movimento Sociale Italiano. Nel settembre del 1945 a Messina, fu tra i fondatori del Movimento per l'Indipendenza della Sicilia, assieme a Francesco Paolo Lo Presti, Uberto Bonino, Gaetano Martino, Giuseppe Pulejo, Antonino Vaccarino e Carlo Stagno d'Alcontres.
Scrive nel 1945 un testo sull'autonomia della Sicilia, racconta i problemi agrari della sua terra, compone numerose poesie tra le quali Les scandales, Nevermore, Promenade au soleil 1949, compone nel 1950 un dramma in tre episodi intitolato Poème d'un soldat mort à la guerre, opera che racconta la crisi morale e sociale della gioventù che ha combattuto e sofferto la guerra, lavora nel 1951 su una raccolta di liriche scritte nell'estate-inverno 1950 Poème d'une douce saison. Partecipa nel 1970 alla stesura dei testi rivoluzionari decantati nella rivolta popolare dei moti di Reggio Calabria fondando inoltre nell'occasione il Movimento di Rinnovamento Italiano il quale esortava nei suoi manifesti le "forze sane della Nazione" ad agire contro i partiti. Nel 1972 vive a palazzo Odescalchi in Roma, frequenta i salotti romani, i luoghi d'arte come l'allora Galleria Colonna oggi Galleria Alberto Sordi e la storica Piazza Navona dove scrive il 19 gennaio 1974 la poesia A un Amico Pittore dedicata all'artista pittore e ritrattista italiano Paolo Salvati. Dal 1953 al 1959 compone liriche in lingua francese e le raccolte di poesie in lingua italiana Il cavaliere gotico, Ovunque confini, Macerie, seguono le poesie Ecco Perché, Solenne 1996, Il Cipresso 1997, Eravamo, Vorrei, Vado Avanti 1998, opere pubblicate nella raccolta Il Silenzio delle Pietre 2010, numerosi lavori letterari andranno perduti nell'ultimo drammatico incendio della sua abitazione.
Nel 1980 lascia la famiglia e trasferisce la sua abitazione nella cappella sconsacrata adiacente al castello di Gualtieri.
Si sposa in seconde nozze con Tava Daetz a Milazzo nel 1988, dopo un'attesa di 11 anni per il divorzio, i principi Grimaldi e Borghese sono i testimoni. Secondo le cronache giornalistiche suonò per dodici lunghi anni la “campana dell'amore” come narrato da diversi articoli di stampa, si tratta essenzialmente di una storia di fantasia, il duca Giuseppe Avarna vivrà con la sua nuova compagna Tava Daetz, undici anni da fidanzati siccome la Persichetti lottava contro il divorzio, e in seguito fino di morire in 1999, da marito e moglie, una storia d'amore raccontata nel mondo, intervistati in Italia da Enzo Biagi.
Muore tragicamente a 82 anni, il 21 febbraio 1999, nell'incendio della sua abitazione adiacente al castello di Gualtieri Sicaminò, entrato nella casa in fiamme nel tentativo disperato di salvare molti dei suoi lavori, ha combattuto il fuoco e gettato quello che poteva dalla finestra, le poesie e gli scritti.

## Opere
- Autonomia e problemi agrari siciliani, Messina 1945.
- Les scandales, Messina, 1949.[10]
- Nevermore, A la memoire de Paul Gauguin, Messina 1949.[11]
- Promenade au soleil, Messina 1949.
- Poème d'un soldat mort à la guerre, dramma in tre episodi, Messina 1950 (crisi morale e sociale della gioventù che ha combattuto e sofferto la guerra).
- Poème d'une douce saison, Messina 1951.
- Jeanne d'Arc, Messina 1951 (una rivisitazione della figura della Pulzella d'Orléans).
- La mia stagione in Europa, poesie, Bologna 1953 (liriche in lingua francese).[12]
- Il cavaliere gotico, poesie, Bologna 1954.
- Ovunque confini, poesie, Bologna 1956.[13]
- Macerie, liriche, Parma 1959.
- Da "Il Nicodemo" n.75 del 4 aprile 1999.
- Il Silenzio delle Pietre, poesie, Port Townsend, Washington, USA 2009.